# Compañía ruso-americana
La Compañía ruso-americana bajo la protección de su Majestad Imperial (en inglés, Russian-American Company; y en ruso, Русско-американская компания, transliterado como Russko-amerikanskaya kompaniya; conocida por sus siglas como RAK) fue una compañía privilegiada de comercio patrocinada por el Imperio ruso y fundada por Natalia y Grigori Shélijov (1747-1795) y Nikolái Rezánov (1764-1807). Concedido el privilegio por el zar Pablo I de Rusia en 1799, esta compañía fue la primera empresa comercial auspiciada por Rusia y quedó bajo la autoridad directa del Ministro de Comercio de la Rusia Imperial.

## Historia

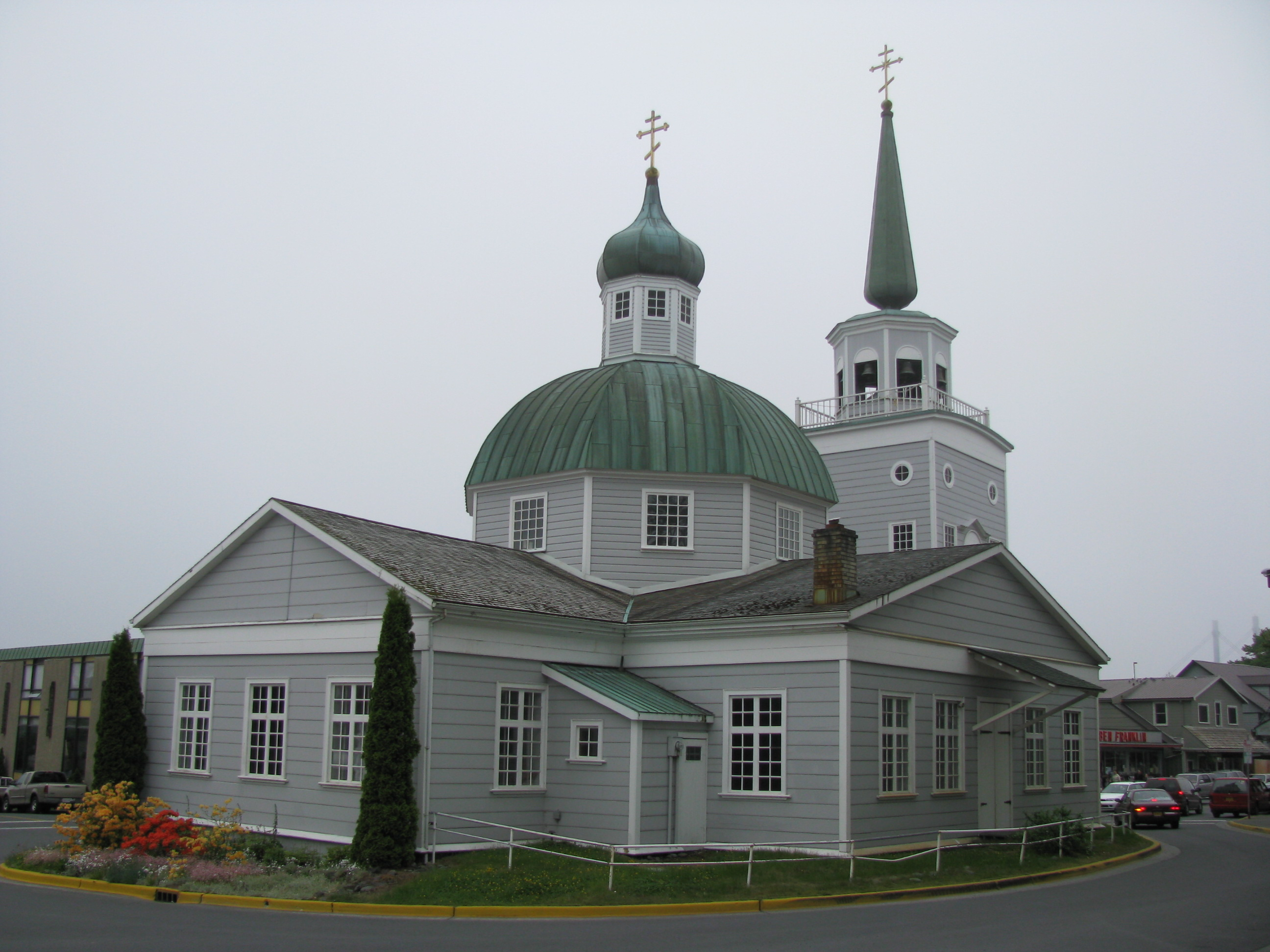
Catedral de San Miguel de Sitka.

El título, por un periodo de 20 años, renovable, y el ukaz de acompañamiento (edicto) concedió el monopolio sobre el comercio en todas las posesiones rusas en América, que incluía las islas Aleutianas, Alaska y el territorio hasta los 55° de latitud norte. Según la Carta, un tercio de todos los beneficios serían para el emperador. Un ukaz más (edicto o proclamación) del zar en 1821, afirmó su dominio hasta los 43° de latitud norte, pero esto fue rápidamente cuestionado por los británicos y los Estados Unidos y se revisó hasta los 51°N, y, en última instancia, dio lugar al tratado ruso-estadounidense de 1824 y al tratado ruso-británico de 1825 que establecieron los 54°40′ N como el ostensible límite sur de los intereses de Rusia. En 1838 se firmó un contrato de arrendamiento posterior de la costa continental de lo que ahora es el Panhandle de Alaska a la Compañía de la Bahía de Hudson, debido a las violaciones en 1833 de los tratados por parte del director en ese momento de la empresa, el barón Wrangel.
Bajo la dirección de Aleksandr Baránov, que gobernó la región entre 1790 y 1818, se estableció en 1804 Novo-Arjánguelsk (hoy Sitka), un asentamiento permanente en la isla de Baranof, en el archipiélago Alexander, y se organizó un floreciente comercio marítimo.
La empresa construyó fuertes en lo que hoy es Alaska, y llegaron hasta las costas de California y Hawái. Fort Ross, en la costa de California en el condado de Sonoma, al norte de San Francisco, fue el puesto de avanzada más meridional de la Compañía ruso-americana, aunque estaba en territorio español y luego, posteriormente, territorio mexicano. Ahora está parcialmente reconstruido y es un museo al aire libre. Rotchen House es el último edificio antiguo que queda. El fuerte Elizabeth fue construido en Hawái por un agente de la compañía.
A partir de la década de 1820, los beneficios del comercio de pieles comenzaron a declinar. Ya en 1818 el gobierno ruso había tomado el control de la Compañía ruso-americana, apartando a los comerciantes que tenían el privilegio. El explorador y oficial naval Ferdinand von Wrangel, que había sido administrador de los intereses del gobierno de Rusia en la América rusa una década antes, fue el primer presidente de la empresa durante ese período de control por el gobierno. La Compañía cesó sus actividades comerciales en 1881. En 1867, la compra de Alaska transfirió el control de Alaska a los Estados Unidos y los intereses comerciales de la Compañía ruso-americana se vendieron a la Hutchinson, Kohl & Company de San Francisco, California, que luego renombró su compañía como Alaska Commercial Company.

## Gobernadores de la Compañía ruso-americana

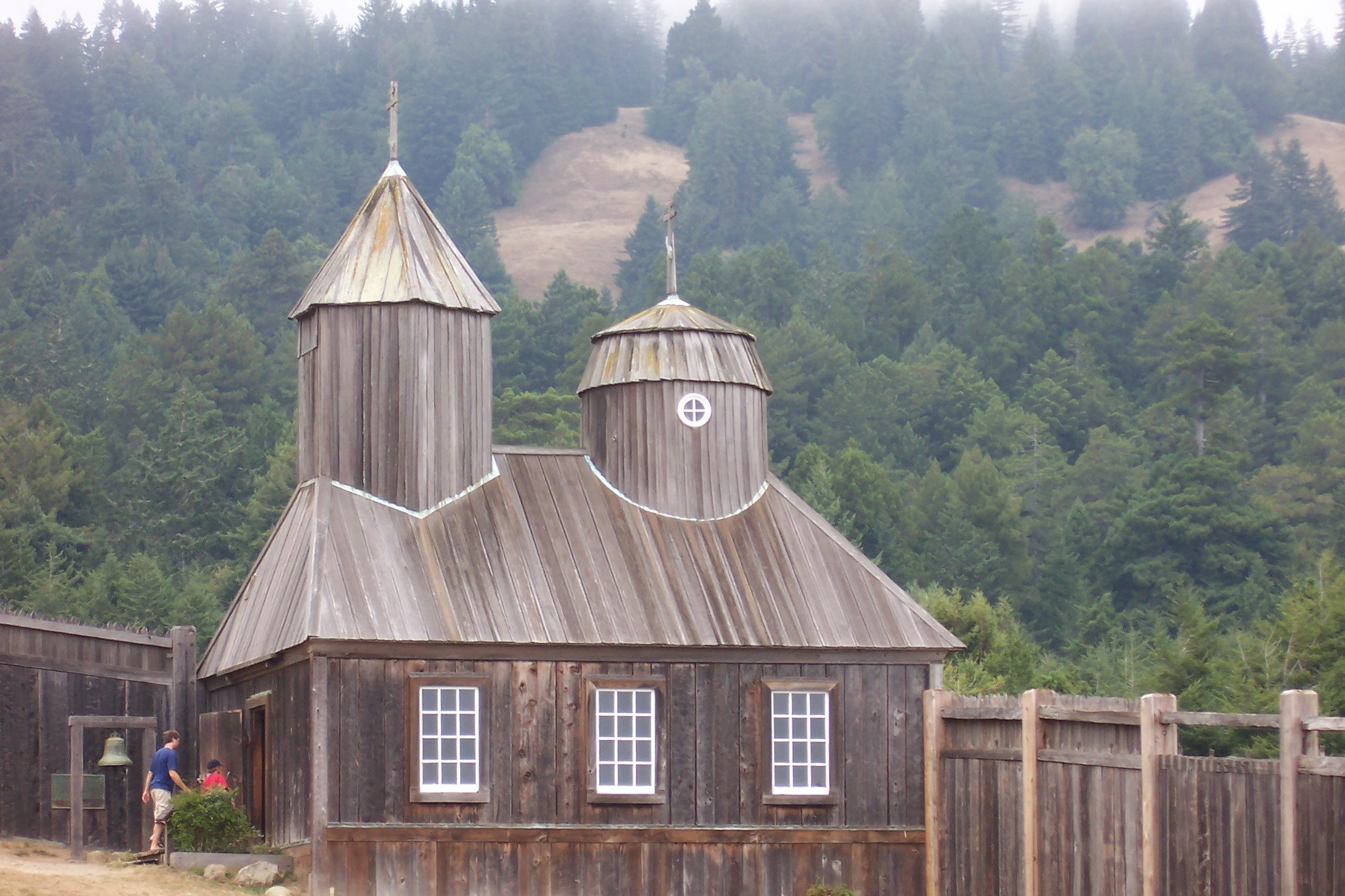
La compañía estableció Fort Ross en 1812, en el condado de Sonoma, California.

Antes de 1799, la Compañía Shélijov-Gólikov tenía un título sobre Alaska y había sido fundada por Grigori Shélijov e Iván Gólikov (1735-1801). Shélijov, cofundador de esta empresa, contribuyó a establecer la Compañía ruso-americana, aunque murió antes de verla nacer. Baránov, que había trabajado para él y había sido el último gobernador de la Compañía Shélijov-Gólikov, se convertiría en el primer gobernador de la Compañía ruso-americana.
A continuación, se muestra una lista de los gobernadores y directores generales de la Compañía ruso-americana. Muchos de sus nombres aparecen como nombres de accidentes geográficos en el sureste de Alaska. Téngase en cuenta que la ortografía de los nombres en español varía según las fuentes y transcripciones.
| N.º                                                              | Nombre                                                 | Período de gobierno                              |
| Directores generales de la Compañía Shélijov-Gólikov (1784-1799) |                                                        |                                                  |
| 1                                                                | Grigori Ivánovich Shélijov (1747-1795)                 | 1784-1792                                        |
| 2                                                                | Konstantín Alekséyevich Samóilov                       | 1786-1787                                        |
| 3                                                                | Evstrati Ivánovich Delárov (ca. 1740-1806)             | 1787-1791                                        |
| 4                                                                | Aleksandr Andréyevich Baránov (1746-1819)              | 1791-1799                                        |
| Gobernadores de la Compañía ruso-americana (1799-1867)           |                                                        |                                                  |
| 1                                                                | Aleksandr Andréyevich Baránov (1747-1819)              | 9 de julio de 1799 - 11 de enero de 1818         |
| 2                                                                | Capitán Leonty Andrianovich Gagemeister (1780-1833)    | 11 de enero de 1818 - 24 de octubre de 1818      |
| 3                                                                | Teniente Semyón Ivánovich Yanovsky (1788-1876)         | 24 de octubre de 1818 - 15 de septiembre de 1820 |
| 4                                                                | Matvey Ivánovich Muravyev (1784-1826)                  | 15 de septiembre de 1820 - 14 de octubre de 1825 |
| 5                                                                | Pyotr Igorovich Chistyakov (1790-1862)                 | 14 de octubre de 1825 - 1 de junio de 1830       |
| 6                                                                | Barón Ferdinand Petróvich von Wrangel (1797-1870)      | 1 de junio de 1830 - 29 de octubre de 1835       |
| 7                                                                | Iván Antánovich Kupreiánov (1800-1857)                 | 29 de octubre de 1835 - 25 de mayo de 1840       |
| 8                                                                | Adolf Kárlovich Etolin (1798-1876)                     | 25 de mayo de 1840 - 9 de julio de 1845          |
| 9                                                                | Vicealmirante Mikhail Dmitrievich Tebenkov (1802-1872) | 9 de julio de 1845 - 14 de octubre de 1850       |
| 10                                                               | Capitán Nikolay Yakovlevich Rozenberg (1807-1857)      | 14 de octubre de 1850 - 31 de marzo de 1853      |
| 11                                                               | Aleksandr Ilich Rudakov (1817-1875)                    | 31 de marzo de 1853 - 22 de abril de 1854        |
| 12                                                               | Capitán Stepan Vasiliyevich Voyevodsky (1805-1884)     | 22 de abril de 1854 - 22 de junio de 1859        |
| 13                                                               | Capitán Iván Vasiliyevich Furugelm (1821-1909)         | 22 de junio de 1859 - 2 de diciembre de 1863     |
| 14                                                               | Príncipe Dmitri Petrovich Maksutov (1832-1889)         | 2 de diciembre de 1863 - 18 de octubre de 1867   |

## Fuertes
La compañía estableció los siguientes puestos comerciales o fuertes:
- 1791: Fuerte cerca de Nuchek, en la isla Hinchinbrook, en el Prince William Sound;
- 1796: Fuerte cerca de Yakutat, Alaska;
- 1799: Fuerte Archangel Saint Michael, cerca de Sitka;
- 1812: Fort Ross, en California;
- 1816: Fort Elizabeth, cerca de Hanalei, en Hawái;
- 1816: Fuerte Alexander, cerca de Hanalei, Hawái;
- 1819: Fuerte (New) Alexandrovsk, en la bahía de Bristol, en Alaska, ya en aguas del mar de Bering;
- 1834: Fuerte cerca de Nulato, Alaska;
- 1844: Fuerte cerca de Kolmakov, Alaska;
- 1833: Fuerte Saint Dionysius, en el río Stikine;